# Liste des épisodes de Martin Mystère
 (mai 2020).
Si vous disposez d'ouvrages ou d'articles de référence ou si vous connaissez des sites web de qualité traitant du thème abordé ici, merci de compléter l'article en donnant les références utiles à sa vérifiabilité et en les liant à la section « Notes et références ».

Logo de la série.

Cet article recense la liste des épisodes de Martin Mystère, série télévisée d'animation franco-italo-canadienne (2003-2006).

## Épisodes

### Saison 1 (2003-2004)
1. La Créature du Marais (It Came from the Bog) (Angleterre, Royaume-Uni)
Un monstre, la créature des marais, s'en prend aux enfants désobéissants et les emprisonne dans son monde.
2. L'Essaim Contre-Attaque (Terror from the Sky) (Nevada, États-Unis)
Des insectes préhistoriques sont ramenés à la vie par une météorite et enlèvent plusieurs personnes.
3. Le Cri venu d'Ailleurs (Shriek from Beyond) (Norvège)
Une sirène, mi-femme mi-oiseau, enchante les marins d'un port norvégien, recherchant celui qui lui avait brisé le cœur il y a des années.
4. Le Slime est Vivant (The Creeping Slime) (Polynésie française, France)
Afin de protéger son peuple, un chaman invoque une créature faite de pétrole qui avale ses victimes et les prive de leur énergie vitale.
5. La Malédiction des Abysses (Curse of the Deep) (Monte-Carlo, Monaco)
Un monstre aquatique appelé Léviathan saccage le port de Monaco, des plongeurs lui ayant involontairement dérobé son trésor.
6. Le Cercle de l'Effroi (Nightmare of the Coven) (Floride, États-Unis)
Une sorcière revient de son exil et change les élèves d'un pensionnat en sorcières à leur tour.
7. La Créature du Chaos (It Came from Inside the Box) (Oregon, États-Unis)
Une créature qui amène le Chaos solide, liquide et gazeux s'en prend aux habitants d'un village.
8. La Frayeur des Neiges (Fright from the Ice) (Alpes, Suisse)
Un monstre congèle les humains s'aventurant dans son territoire montagneux.
9. La Marque de Mimésis (Mark of the Shapeshifter) (Toronto, Ontario, Canada) 
Un loup-garou s'en prend à des promoteurs immobiliers travaillant sur un territoire indien.
10. L'Attaque du Marchand de Sable (Attack of the Sandman) (Sydney, Nouvelle-Galles du Sud, Australie)
Un marchand de sable emmène ses victimes dans leurs pires cauchemars.
11. Enlevés dans l'Autre Dimension (Mystery of the Vanishing) (Boston, Massachusetts, États-Unis)
Un portail spatio-temporel transporte les passagers d'un métro dans une dimension où règne un dragon.
12. Ils Viennent des Profondeurs (They Lurk Beneath) (Pérou)
Des extraterrestres enfouis sous les lignes Nazca au Pérou tentent de faire redécoller leur vaisseau et de reprendre le contrôle de la planète.
13. La Vengeance du Mutant (The Sewer Thing) (Washington DC, États-Unis)
Un homme transformé en rat s'en prend à ceux qui l'on involontairement créé.
14. L'Attaque des Vampires (The Vampire Returns) (Paris, France)
Une reine vampire cherche la réincarnation de son époux défunt.
15. L'Antre des Esprits Frappeurs (Haunting of the Blackwater) (Vancouver, Colombie-Britannique, Canada)
Le fantôme d'un directeur d'hôtel, Philus Blackwater, chasse ses occupants après la réouverture de son établissement. (inspiré de Shining (film))
16. Le Monstre vient de l'Intérieur (Beast from Within) (Sherbrooke, Québec, Canada)
Un monstre s'échappe d'une cellule du Centre et prend le contrôle du corps de Martin.
17. Le Bijou Maudit d'Halloween (Curse of the Necklace) (Irlande)
L'esprit de Carlin, une sorcière maléfique, tente d'envahir le monde le jour d'Halloween.
18. Le Cauchemar de l’Été (Summer Camp Nightmare) (Colombie-Britannique, Canada)
Un lézard extraterrestre, Sauros, tente de quitter la Terre en terrorisant les habitants de la colonie voisine.
19. Le Réveil du Druide Noir (Return of the Dark Druid) (Écosse, Royaume-Uni)
Un druide transforme les habitants d'un village écossais en arbres afin de renaître.
20. La Créature de la Grotte Mystérieuse (Mystery of the Hole Creature) (Sherbrooke, Québec, Canada; Mohenjo Daro, Gujarat, Inde)
Un ancien biologiste du Centre attire l'équipe dans une tour de bureaux afin de pouvoir enlever Java puis de l'hypnotiser afin de trouver un trésor gardé par un esprit des ténèbres.
21. La Revanche du Banni (Revenge of the Doppelganger) (Montréal, Canada)
Un dopplegänger efface le visage des femmes ressemblant à celle qui la fuit, elle-même ressemblant à Diana.
22. L'Attaque du Génie (Crypt of the Djini) (Brunei)
Un génie malveillant déforme les souhaits et les transforme en supplices.
23. Le Retour des Monstres Gluants (The Return of the Beasts) (New York, État de New York, États-Unis)
Dans un flash-back, à New York, des monstres préhistoriques gluants (Java est le premier) apparaissent. Cet épisode raconte la façon dont Martin et Diana ont rencontré Java.
24. L'Armée des Ténèbres (The Awakening) (Xi'an, Chine)
Un sorcier chinois veut faire revivre l'empereur en donnant vie à des statues Mausolée de l'empereur Qin

### Saison 2 (2004-2005)
1. Un Noël Éternel (Eternal Christmas) (Les Laurentides, Québec, Canada)
En cassant accidentellement sa boule à neige, Clifford fait le vœu de vouloir passer un merveilleux Noël. Mais le sort en a décidé autrement.
2. Le Vaudou Frappeur (You Do Voodoo) (Louisiane, États-Unis)
Un sorcier ensorcelle les gens avec des poupées dans le but de récupérer un collier vaudou de son ancêtre.
3. La Menace vient de l'Espace 1ere partie (They Came from Outer Space, Part 1) (Nouveau-Mexique, États-Unis)
Des extraterrestres qui avaient pour chef Billy s'apprêtent à dépouiller la planète de ses ressources.
4. La Menace vient de l'Espace 2eme partie (They Came from Outer Space, Part 2) (Nouveau-Mexique, États-Unis)
Billy, à contrecœur, reprit son ancienne forme et tente de sauver le monde…
5. Les Zombies Maudits (Zombies Island) (Antilles françaises, France)
Les employés de l'hôtel d'une île deviennent des zombies servant un monstre.
6. Hurlements dans la Forêt (Scream from the Forest) (Forêt mixte laurentienne, Québec, Canada)
Une créature produisant des ultrasons sème la terreur dans les bois.
7. L'Homme-Mite Attaque (Attack of the Mothman) (Paris, France)
Un étudiant transformé en mite géante se venge de ses créateurs malintentionnés.
8. Le Brouillard de l'Effroi (The Amazon Vapor) (Brésil)
Dans la forêt amazonienne, une bactérie absorbe tout l'oxygène et conduit à l'extinction de la faune et de la flore.
9. La Menace du Voyant Fou (The Third Eye) (Colombie-Britannique, Canada)
Dans un institut d'aveugle, un médaillon contrôle une jeune fille. Celle-ci s'en prend alors à tous ceux qui croisent son chemin…
10. Le Carnaval des Monstres (Monster Movie Mayhem) (Sherbrooke, Québec, Canada)
Quelque part dans les environs de Torrington, un couple regarde un film d'horreur dans un cinéma en plein air. Tout à coup, la fourmi rouge géante qui semait la panique dans le film, sort de l'écran pour attaquer les spectateurs ! Chaque représentation d'un monstre s'anime en taille réelle durant cette nuit spéciale.
11. L'Invasion des Hommes-Slime (Attack of the Slime People) (Utah, États-Unis)
Un extraterrestre crée des copies de chaque humain dans une ville.
12. La Tribu de l'Oubli (The Lost Tribe) (Désert du Sahara)
Diana est confondue avec la reine d'une cité d'autochtones malveillants.
13. La Malédiction de l'Esprit Mutant (The Body-Swapper) (Antarctique)
En Antarctique, un extraterrestre prend l'apparence des humains (inspiré de The Thing).
14. Le Microbe venu d'Ailleurs (Germs from Beyond) (Sherbrooke, Québec, Canada)
La Créature des Marais s'évade de sa cellule du Centre et prend en chasse les trois héros, victimes d'une intoxication alimentaire.
15. La Bataille des Ténèbres 1ere partie (They Came from the Gateway, Part 1) (Tibet)
MOM est possédée par un esprit qui tente d'envahir le monde avec l'intégralité des monstres.
16. La Bataille des Ténèbres 2eme partie (They Came from the Gateway, Part 2) (Tibet, Sherbrooke, Québec, Canada)
Les monstres, aux ordres de MOM possédée et de l'esprit maléfique, sont sur le point d'envahir le monde.

### Saison 3 (2005-2006)
1. La Malédiction du Miroir (Curse of the Looking Glass) (Sherbrooke, Québec, Canada)
Une élève de Torrington fait le vœu d'être magnifique grâce à un miroir magique mais transforme tous les garçons qu'elle touche en monstres.
2. La Cité de la Terreur (Mystery of Teen Town) (Mapleton, Nouveau-Brunswick, Canada)
Etant en sortie scolaire, le car de nos trois héros tombe en panne dans une ville mystérieuse, ou ne semblent habiter que des adolescents... lorsque Java disparait, Martin et Diana découvrent que les jeunes de la ville ont sacrifié les adultes a Vargos, créature du cyberespace qui télécharge ses victimes dans une cyber dimension…
3. La Menace des Mutants Marins (Rise of the Sea Mutants) (Sherbrooke, Québec, Canada)
Des monstres marins créés par des déchets toxiques, sévissent dans une ville, en enlevant leurs habitants et en les faisant prisonniers sous l'eau d'un lac. Martin, Diana et Billy partent enquêter…
4. Une Amie trop Parfaite (Attack of the Evil Roommate) (Sherbrooke, Québec, Canada)
Diana casse involontairement une statue des Gémeaux, créant alors des clones d'elle-même, qui saccagent Torrington.
5. La Maison de l’Épouvante (The House of Zombies) (Québec, Canada)
Le fantôme de l'homme ayant vécu dans une maison possède les visiteurs. (inspiré de Evil Dead)
6. La Vengeance de l'Araignée (Web of the Spider Creature) (Sherbrooke, Québec, Canada)
Un professeur de Torrington mordu par une araignée mutante se venge de ceux qui l'ont licencié.
7. La Société Secrète (Rise of the Secret Society) (Sherbrooke, Québec, Canada)
Sous la terre de Torrington, un groupe d'étudiants possédés par un monstre attirent d'autres élèves afin de nourrir ce dernier.
8. Le Hurlement du Loup-Garou (Hairier and Scarier) (Sherbrooke, Québec, Canada)
Un loup-garou griffe Martin qui développe des symptômes de lycanthropie.
9. La Revanche des Nains de Jardin (Attack of the Lawn Gnomes) (Québec, Canada)
Dans une ville, des nains de jardins prennent vie et se vengent.
10. La Fureur du Ver en Terre (Wrath of the Torrington Worm) (Sherbrooke, Québec, Canada)
Un ver géant préhistorique que Martin avait capturé, est libéré accidentellement par son père. Plus tard, le ver assimile l'ADN de ce dernier.
11. Le Jour des Ombres 1ere partie (Day of the Shadows, Part 1) (Sherbrooke, Québec, Canada)
Des ombres enlèvent les êtres humains du monde entier et les conduisent dans une autre dimension.
12. Le Jour des Ombres 2eme partie (Day of the Shadows, Part 2) (Sherbrooke, Québec, Canada)
Tous les espoirs de sauver le monde reposent désormais sur les épaules de Martin.
13. La Nuit de l’Épouvantail (Night of the Scarecrow) (Canada)
Martin, Diana et Java vont dans une ferme hantée appartenant à la tante de Martin.
14. Les Prisonniers du Placard (Return of the Imaginary Friend) (Dorchester, Ontario, Canada)
Un ours en peluche maléfique transforme de jeunes filles en poupées.
15. Le Réveil du Sorcier (The Warlock Returns) (Sherbrooke, Québec, Canada)
Un sorcier libéré par Martin terrorise Torrington.
16. L'Attaque de la Plante Carnivore (Wrath of the Venus Flytrap) (Sherbrooke, Québec, Canada)
Une plante carnivore géante attaque les candidats à un concours de sciences.
17. La Malédiction du Pirate (Pirates of Doom) (Sherbrooke, Québec, Canada; Océan Pacifique)
L'esprit d'un pirate, le Capitaine Cruel, a possédé Martin et Java. Seule Diana peut sauver le monde de la menace des pirates.
18. Le Retour du Génie (Return of the Djini) (Sherbrooke, Québec, Canada; Paris, France)
Un génie auparavant capturé par nos héros (voir L'Attaque du Génie) revient se venger en utilisant Diana comme réceptacle.
19. Voyage au Pays de l’Épouvante (Journey into Terrorland) (Québec, Canada)
Les monstres d'un parc d'attractions d’épouvante deviennent vivants à cause d'un gardien égyptien.
20. La Fureur du Farfadet (Rage of the Leprechaun) (Sherbrooke, Québec, Canada; Océan Pacifique)
Marvin trouve un pendentif en forme de trèfle à quatre feuilles qui lui donne une chance incroyable, mais un farfadet maléfique va tout faire pour le récupérer.
21. La Sérénade Maudite (Curse of the Six-String Serenade) (Sherbrooke, Québec, Canada; Océan Pacifique)
Une guitare maléfique fait de Martin un garçon extrêmement populaire mais transforme les jeunes fans en fées follettes diaboliques.
22. L'Envoûtement de Martin (Lovespell from the Underworld) (Sherbrooke, Québec, Canada; Océan Pacifique)
Un extraterrestre cherche à se venger de Martin en prenant l'apparence de la première fille dont le garçon est tombé amoureux…
23. Terreur à Torrington (Tale of the Enchanted Keys) (Sherbrooke, Québec, Canada; Océan Pacifique)
Une machine à écrire crée tous les monstres issus de ce que l'on écrit sur elle. (inspiré des œuvres de Stephen King)
24. L'Étrange Noël de Martin (All I Want for X-Mas) (Sherbrooke, Québec, Canada; Océan Pacifique)
La veille de Noël, Martin n'a toujours pas acheté de cadeaux, un curieux lutin lui donne 5 paquets pouvant chacun réaliser un vœu, cependant le vœu réalisé est l'opposé du vœu souhaité, ce qui va avoir des conséquences désastreuses durant les fêtes.
25. Le Monstre des Monstres 1ere partie (It’s Alive, Part 1) (Canada; Brésil; Louisiane, États-Unis)
Octavia Pain, une ancienne agent de MOM, recrute Diana dans son école de recherche sur le paranormal pour qu'elle l'aide à capturer des monstres, mais Octavia a comme réelle intention de fusionner ces monstres pour en faire une créature suprême et se venger de MOM.
26. Le Monstre des Monstres 2eme partie (It’s Alive, Part 2) (Sherbrooke, Québec, Canada)
Octavia se rend au Centre pour exécuter son plan diabolique, Martin et Diana sont désormais les seuls agents encore en lice et le dernier espoir pour sauver la Terre (Cet épisode est le dernier de la série).